# Władysław Stachurski

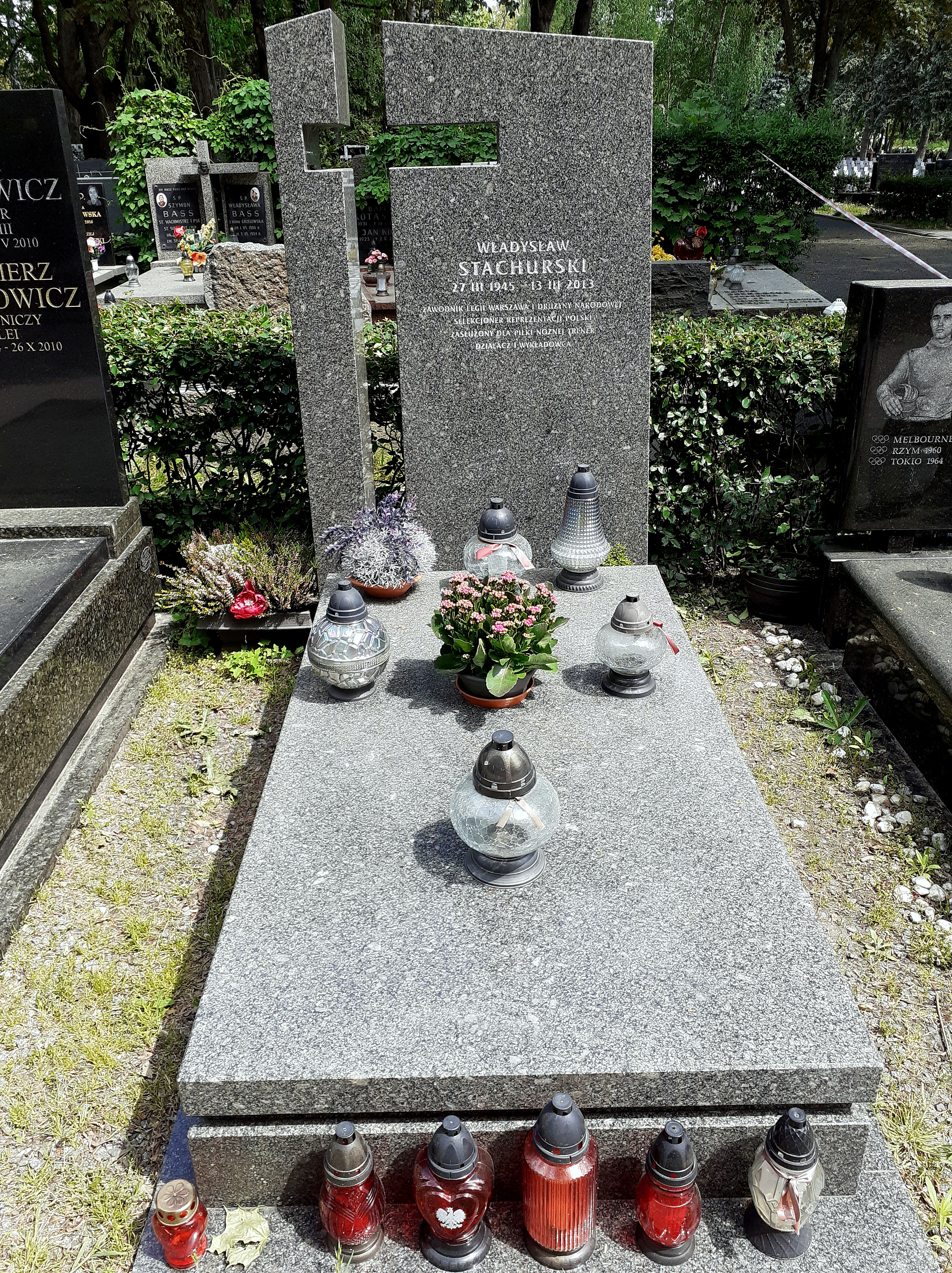
Nagrobek Władysława Stachurskiego

Władysław Stachurski (ur. 27 marca 1945 w Piotrkowicach, zm. 13 marca 2013 w Warszawie) – polski piłkarz i trener piłkarski, selekcjoner reprezentacji Polski w latach 1995–1996.

## Kariera piłkarska
Początkowo zawodnik klubów warszawskich (Skry, Sarmaty, Warszawianki) oraz SHL Kielce. W 1964 roku trafił do Legii Warszawa. Zadebiutował w niej 27 marca 1966 w zremisowanym 0:0 meczu z Wisłą Kraków. Wraz z Legią dwukrotnie został mistrzem Polski (1969, 1970) oraz wywalczył puchar kraju (1966). Po raz ostatni w jej barwach zagrał 11 marca 1973 roku w spotkaniu z Lechem Poznań. W warszawskiej drużynie występował na pozycji prawego obrońcy, często włączał się do akcji ofensywnych. Jest członkiem Galerii Sław Legii.
W barwach Legii występował także w europejskich pucharach. W sezonie 1969/1970 dotarł z warszawską drużyną do półfinału Pucharu Europy (strzelił wówczas jednego gola – zdobył bramkę w meczu I rundy z rumuńskim UT Arad). W następnych rozgrywkach awansował z Legią do ćwierćfinału. W spotkaniu 1/4 finału z Atlético Madryt strzelił jednego z dwóch goli dla swojego zespołu. Ponadto zdobył dwie bramki w pojedynku I rundy z IFK Göteborg.
W reprezentacji Polski zadebiutował 12 października 1969 roku w meczu z Luksemburgiem. Łącznie w barwach narodowych rozegrał osiem spotkań i strzelił jednego gola – 23 września 1970 zdobył bramkę w wygranym 2:0 pojedynku z Irlandią, który odbył się w Dublinie.

## Kariera trenerska
Karierę piłkarską zakończył z powodu kontuzji. Następnie został trenerem, początkowo pracował w Legii. Był także drugim szkoleniowcem młodzieżowej reprezentacji Polski i pierwszym trenerem kadry juniorów. W 1983 roku razem z trenerem Mieczysławem Broniszewskim, prowadził reprezentację młodzieżową Polski do lat 20. na Mistrzostwach Świata w Meksyku, która zdobyła III miejsce, brązowy medal. W latach 1988–1990 pracował w Zawiszy Bydgoszcz, z którym w sezonie 1988/1989 wywalczył awans do I ligi (obecna Ekstraklasa), a w następnym zajął w niej IV miejsce (najwyższe w historii klubu). W latach 1990–1991 był pierwszym trenerem Legii Warszawa. Dotarł z nią do półfinału Pucharu Zdobywców Pucharów. Następnie pełnił funkcję szkoleniowca w Widzewie Łódź.
W listopadzie 1995 roku został selekcjonerem reprezentacji Polski. Zadebiutował 19 lutego 1996 w przegranym 0:5 meczu z Japonią. Łącznie kadrę narodową prowadził w czterech spotkaniach (dwa remisy, dwie porażki) – po raz ostatni 1 maja 1996 roku w zremisowanym 1:1 pojedynku z Białorusią.
W sezonie 1996/1997 ponownie był pierwszym trenerem Legii, lecz ze względu na problemy zdrowotne zakończył pracę szkoleniową. Sezon w roli trenera dokończył Mirosław Jabłoński, a drużyna zdobyła Puchar Polski. Po wyleczeniu się prowadził Okęcie Warszawa oraz pierwszoligowy Świt Nowy Dwór Mazowiecki.
W 2002 za zasługi na rzecz rozwoju sportu, został odznaczony przez prezydenta RP Aleksandra Kwaśniewskiego, Złotym Krzyżem Zasługi.

## Śmierć
Zmarł 13 marca 2013 r. na zawał serca, w drodze po odbiór biletów na mecz Polski z Ukrainą. Pośmiertnie został uhonorowany Diamentowym Odznaczeniem PZPN. Został pochowany na Powązkach-Cmentarzu Wojskowym w Warszawie C 29 Tuje 14.
Wśród swoich byłych zawodników został zapamiętany jako osoba wymagająca, wyważona i konsekwentna. Z uwagi na swoją osobowość, wysoką kulturę osobistą oraz wysokie umiejętności sportowe cieszył się sympatią i zaufaniem zawodników. Na treningach potrafił przekazać wiele cennych uwag i potem je wyegzekwować.
Robił w zespole atmosferę, przy nim wszystko szło w górę, nigdy w dół. Chciało się trenować i grać.